# Pungo
 (juin 2015).
Si vous disposez d'ouvrages ou d'articles de référence ou si vous connaissez des sites web de qualité traitant du thème abordé ici, merci de compléter l'article en donnant les références utiles à sa vérifiabilité et en les liant à la section « Notes et références ».
La Pungo est une rivière qui coule dans l'est de la Caroline du Nord. Elle prend sa source dans le Great Dismal Swamp dans le Comté de Washington. La partie supérieure de la rivière est aujourd'hui supplanté par un canal, creusé dans les années 1950 pour améliorer le drainage des fermes.